# Vorgartenstrasse (métro de Vienne)
Vorgartenstrasse (en allemand : U-Bahn-Station Vorgartenstraße) est une station de la ligne U1 du métro de Vienne. Elle est située sur le territoire de Leopoldstadt, IIe arrondissement de Vienne en Autriche.

## Situation sur le réseau

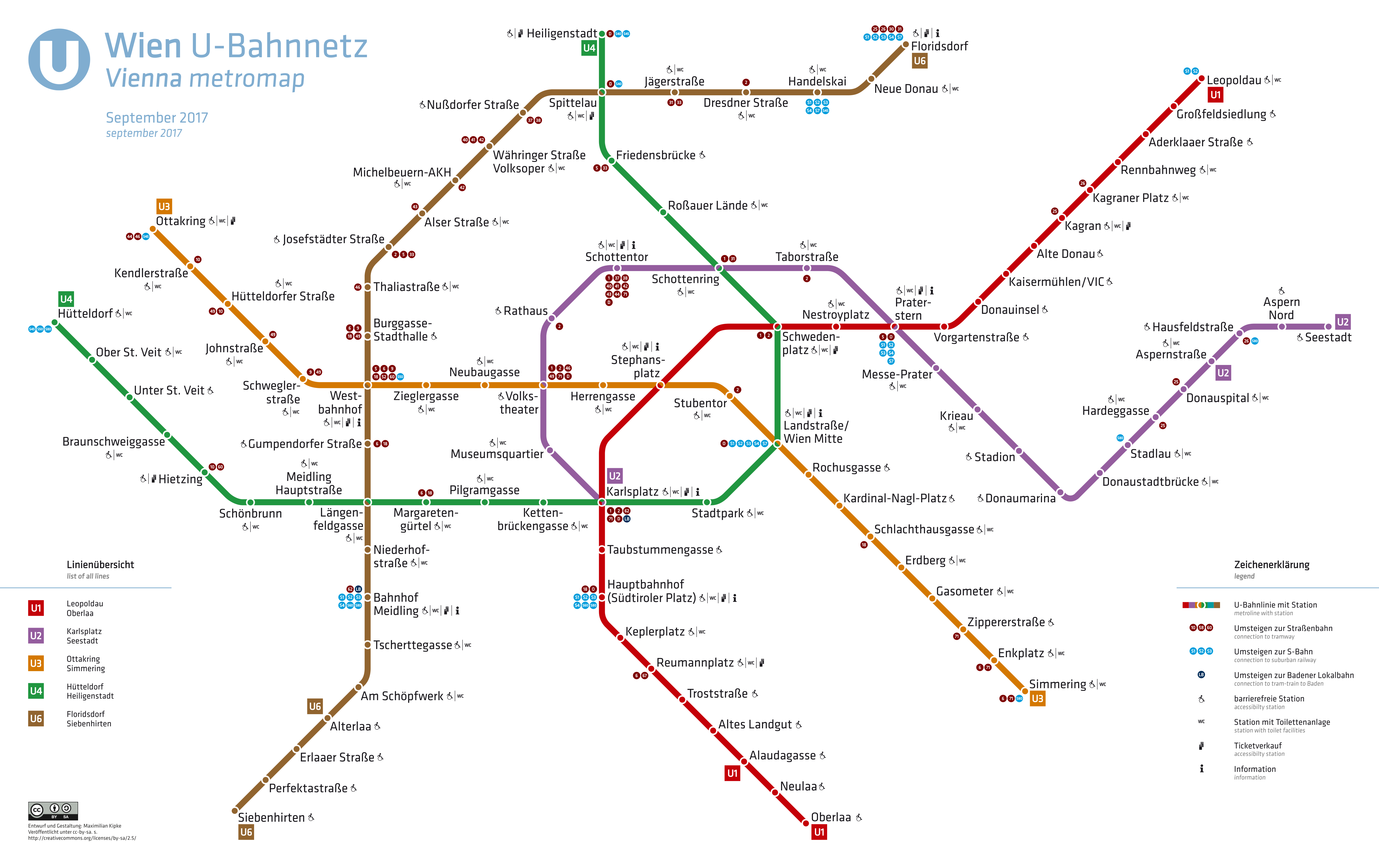
Plan du métro (2017).

Établie en souterrain, Vorgartenstrasse est une station de passage de la ligne U1 du métro de Vienne, elle est située entre la station Praterstern, en direction du terminus sud Oberlaa, et la station Donauinsel, en direction du terminus nord Leopoldau.
Elle dispose d'un quai central encadré par les deux voies de la ligne.

## Histoire
La station Vorgartenstrasse est mise en service le 3 septembre 1982, lors de l'ouverture à l'exploitation du prolongement de Praterstern à Kagran.

## Services aux voyageurs

### Accès et accueil

Installations
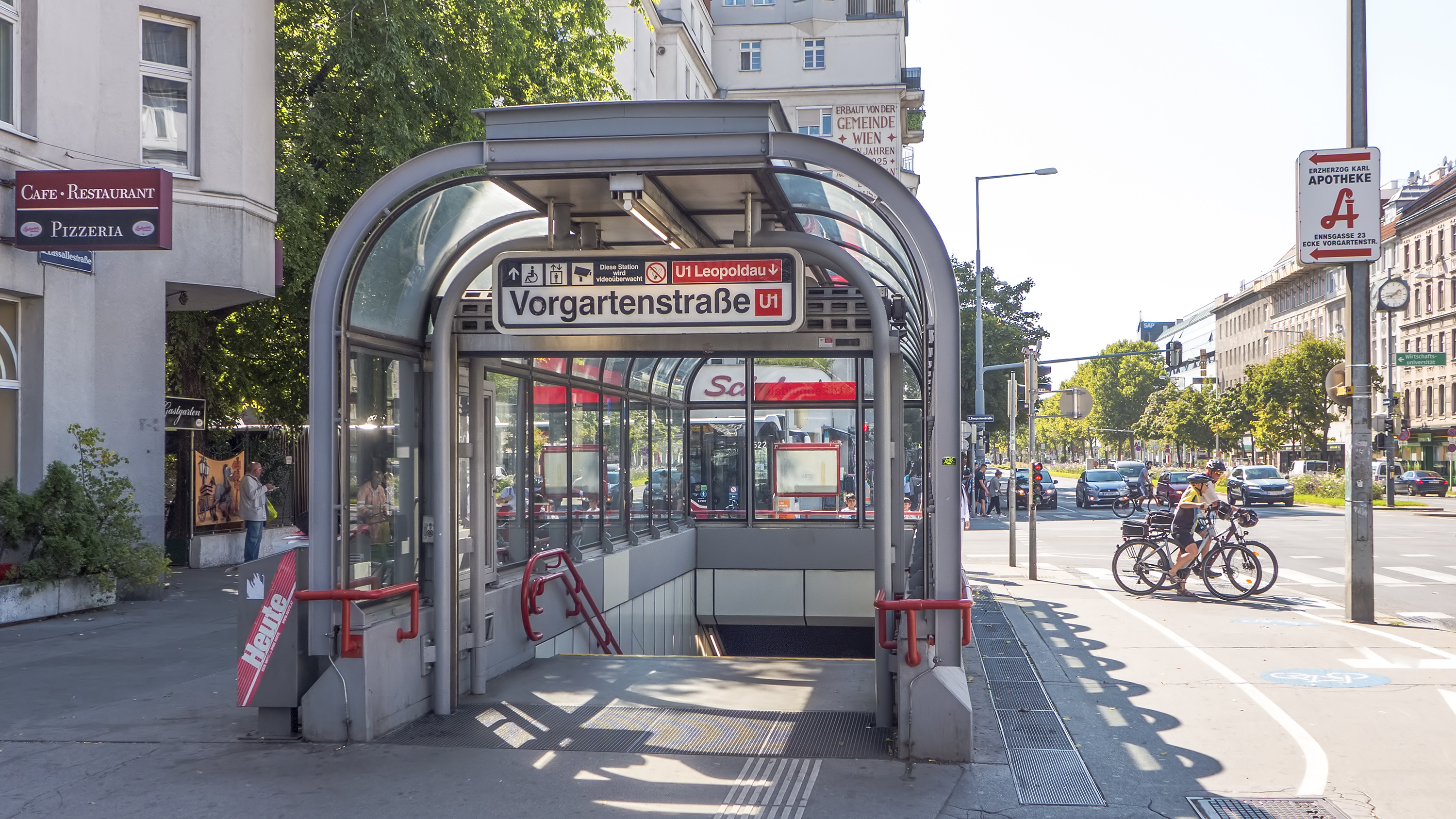
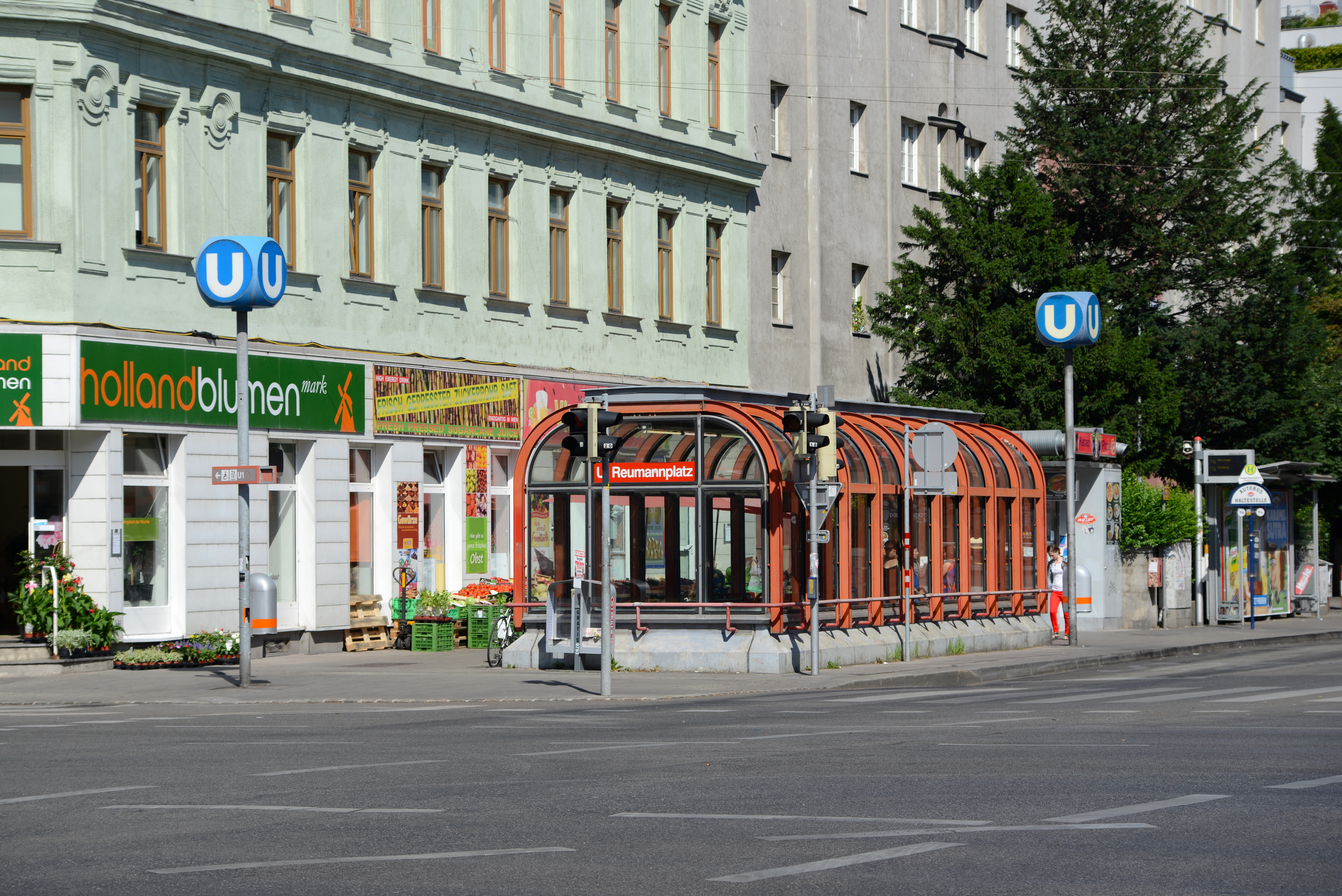
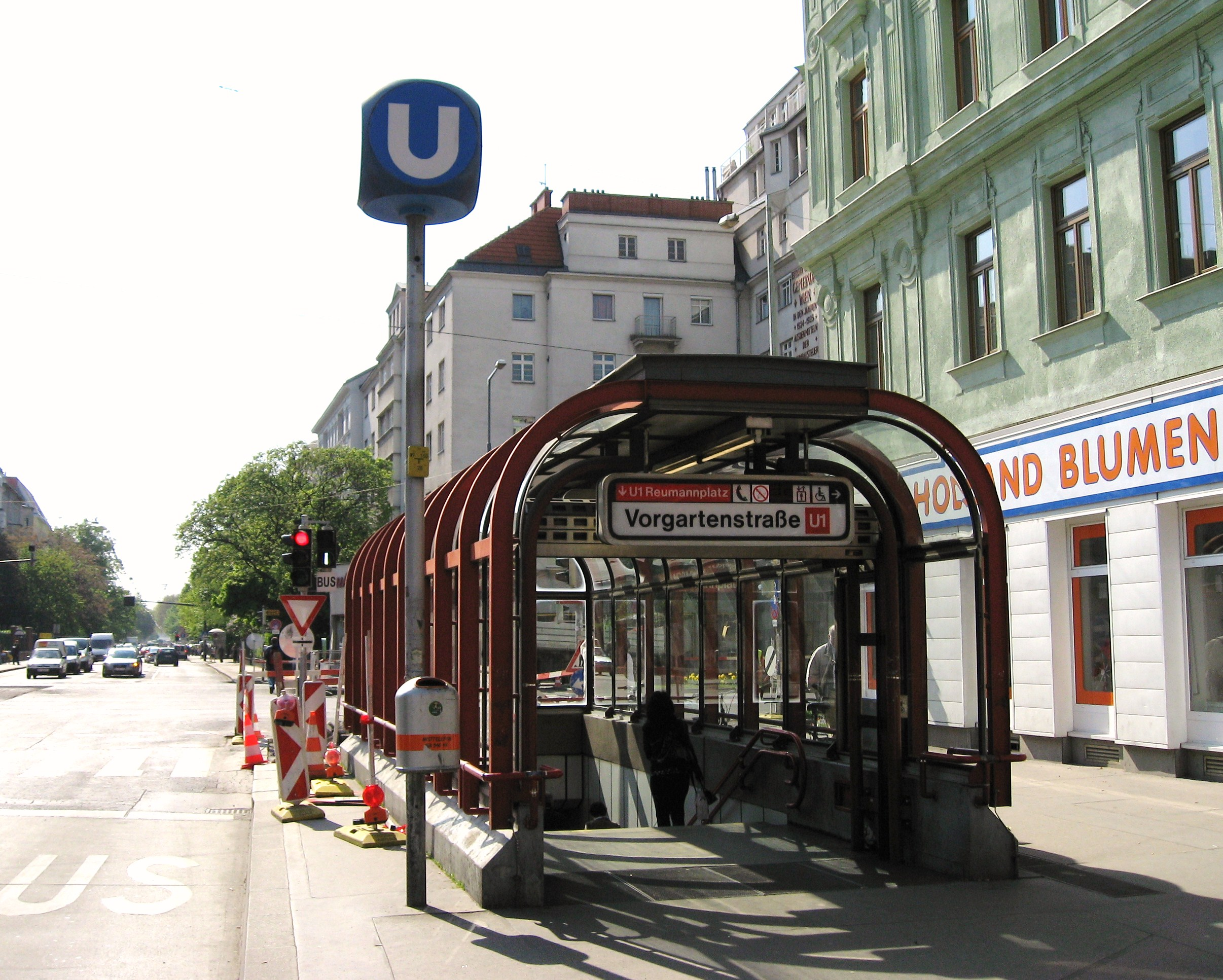

### Desserte

Installations et desserte
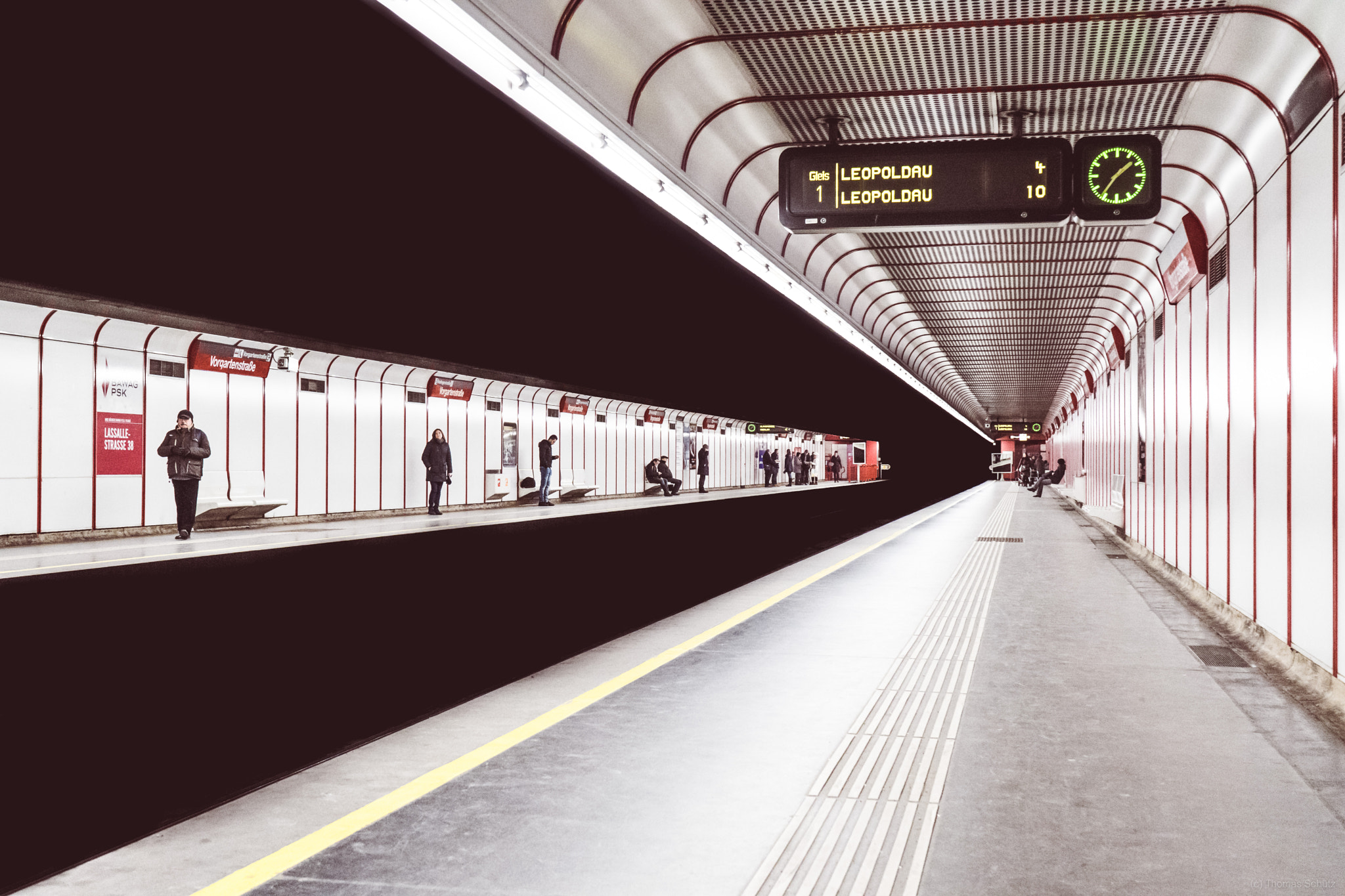
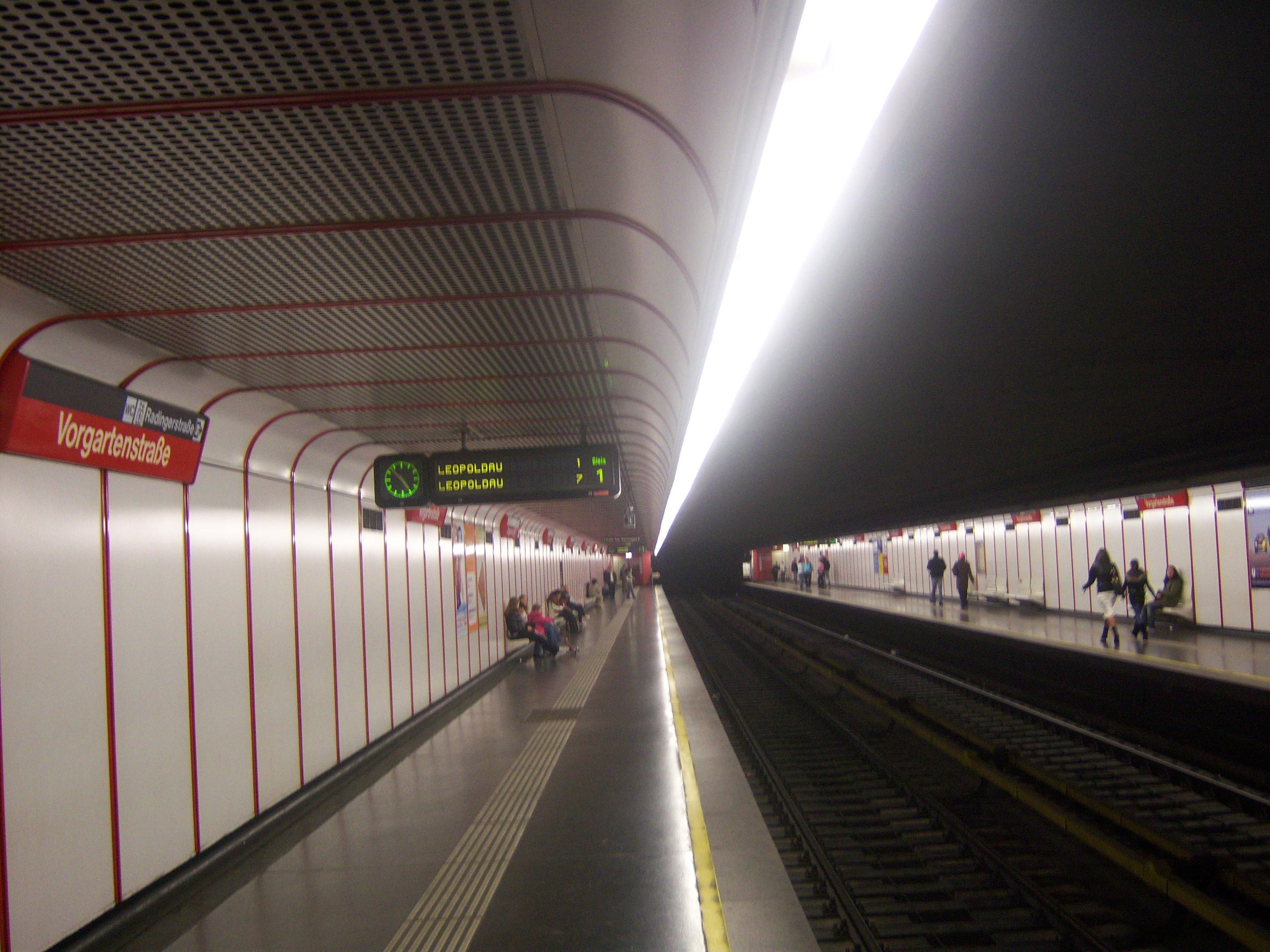
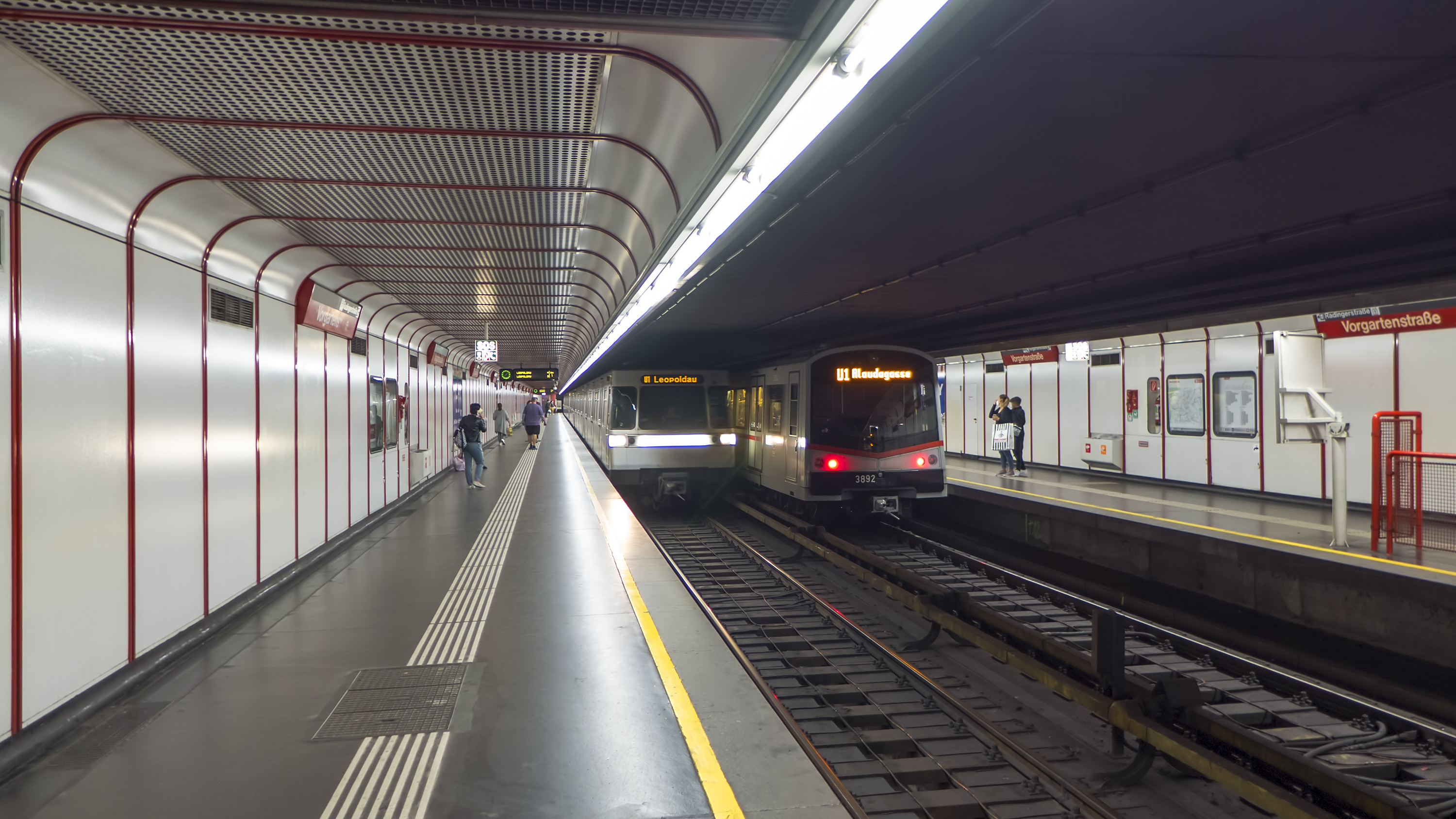